# Amauronematus erectus
Amauronematus erectus är en stekelart som beskrevs av Lindqvist 1945. Amauronematus erectus ingår i släktet Amauronematus, och familjen bladsteklar. Arten är reproducerande i Sverige.